# Governor General's Foot Guards
Vous lisez un « bon article » labellisé en 2016.
Les Governor General's Foot Guards (GGFG), littéralement les « Gardes à pied du gouverneur général », sont l'un des trois régiments de la Première réserve de l'Armée canadienne attachés à la maison vice-royale. Établi en 1872, le régiment a préséance sur tous les autres régiments d'infanterie de la réserve. C'est un régiment de gardes qui est, avec The Canadian Grenadier Guards, responsable de la Garde de cérémonie sur la Colline du Parlement et à Rideau Hall à Ottawa en Ontario. En plus de ce rôle cérémoniel, les soldats du régiment s'entraînent à temps partiel afin de servir dans des opérations des Forces armées canadiennes. L'unité fait partie du 33e Groupe-brigade du Canada au sein de la 4e Division du Canada et est basée dans le manège militaire de la place Cartier à Ottawa depuis 1879, le plus ancien manège militaire en opération continue au Canada. De 1954 à 1976, elle était le 5e Bataillon des Canadian Guards.
Les Governor General's Foot Guards perpétuent l'histoire du 2nd Battalion, CEF et du 77th "Overseas" Battalion, CEF, littéralement le « 2e Bataillon, CEC » et le « 77e Bataillon d'outre-mer, CEC », deux bataillons du Corps expéditionnaire canadien durant la Première Guerre mondiale. Le 2nd Battalion combattit dans le Nord-Ouest de l'Europe à partir de juillet 1915. De son côté, le 77th Battalion se rendit en Grande-Bretagne en 1916 où il fut démantelé afin de fournir du renfort aux unités canadiennes au front. Lors de la Seconde Guerre mondiale, les Governor General's Foot Guards mobilisèrent un bataillon pour le service actif. Celui-ci fut converti en une unité blindée et devint le 21st Armoured Regiment (The Governor General's Foot Guards), RCAC, CASF, littéralement le « 21e Régiment blindé (Les Gardes à pied du gouverneur général), CBRC, FSAC ». Il combattit dans le Nord-Ouest de l'Europe à partir de juillet 1944.
De nos jours, les membres du régiment sont appelés à servir volontairement lors d'opérations domestiques ou outre-mer des Forces armées canadiennes telles que l'appui apporté aux autorités civiles lors de la crise du verglas de 1998 en Ontario ou l'opération Athéna en Afghanistan dans les années 2000 et 2010. Les Governor General's Foot Guards ont reçu, au cours de leur histoire, 34 honneurs de bataille. Trois membres du régiment ont été décorés de la croix de Victoria, la plus haute récompense du Commonwealth, pour leurs actions au cours de la Première Guerre mondiale.

## Rôle et organisation

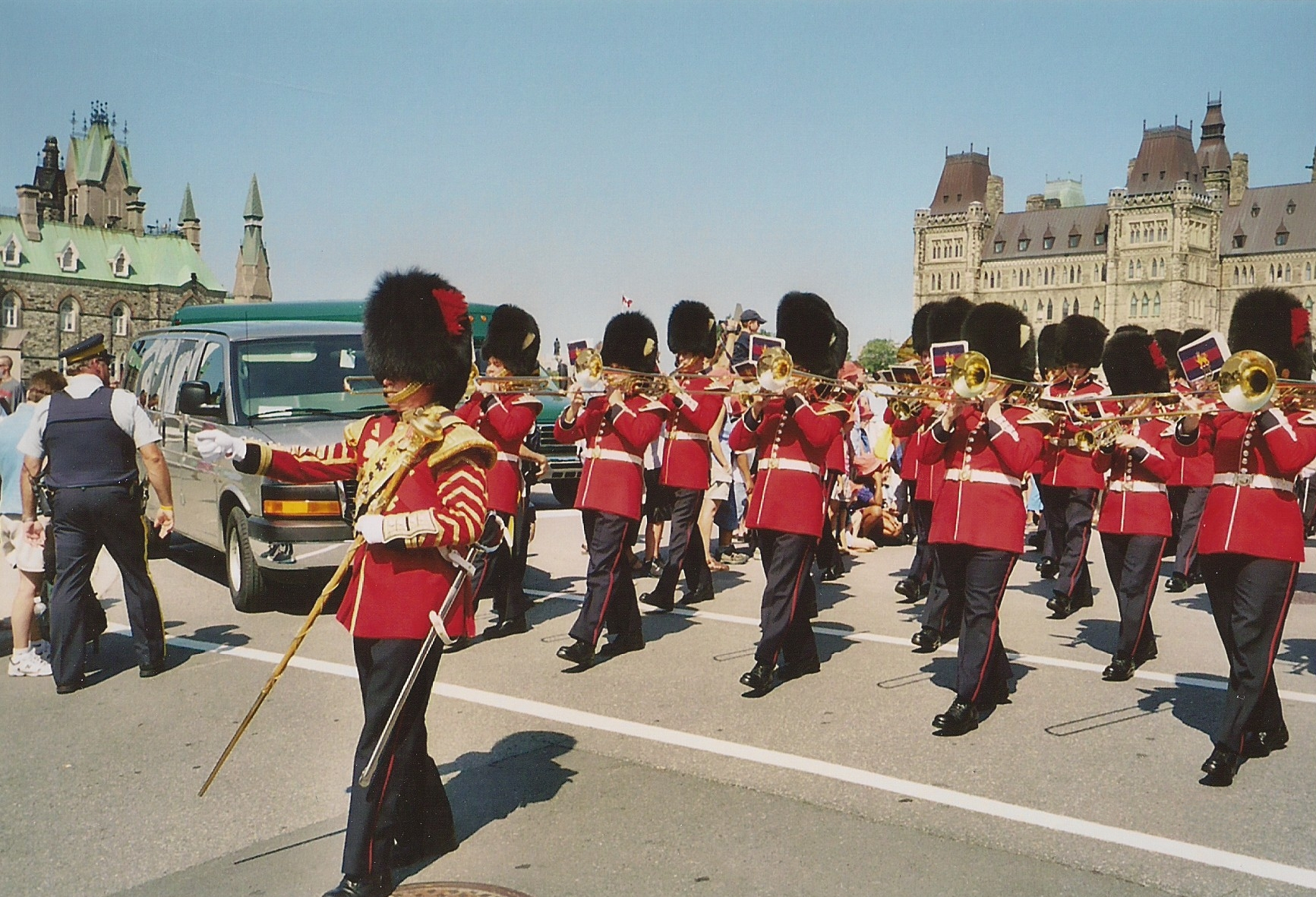
La Garde de cérémonie devant le Parlement du Canada en août 2005

Les Governor General's Foot Guards sont un régiment d'infanterie du 33e Groupe-brigade du Canada, un groupe-brigade de la Première réserve de l'Armée canadienne qui fait partie de la 4e Division du Canada,. Le régiment est composé d'un bataillon et d'une musique. Le bataillon est composé de trois compagnies : une compagnie de carabiniers, une compagnie d'instruction et une compagnie d'appui. L'unité comprend un effectif total de plus de 200 soldats et officiers s'entraînant à temps partiel. Elle est stationnée au manège militaire de la place Cartier à Ottawa en Ontario depuis 1879,. Celui-ci est le plus vieux manège militaire en opération continue du Canada.
Les Governor General's Foot Guards sont, avec The Canadian Grenadier Guards, responsables de fournir les soldats composant la Garde de cérémonie qui effectue la relève de la garde sur la Colline du Parlement et le devoir de sentinelle à Rideau Hall durant la saison estivale à Ottawa depuis plus de 40 ans,. Ils participent également à plusieurs autres cérémonies se déroulant dans la région de la capitale nationale. L'uniforme du régiment, composé de la tunique rouge et du bonnet à poil, est l'un des deux uniformes d'été portés par la Garde de cérémonie.
En plus de ce rôle cérémoniel, les Governor General's Foot Guards sont, comme c'est le cas pour les autres unités de la Première réserve de l'Armée canadienne, responsables de former des soldats afin de servir de renfort lors des opérations des Forces armées canadiennes telles que l'opération Athéna en Afghanistan ainsi que d'être prêts pour le service actif pour appuyer les autorités civiles lors de catastrophes naturelles dans la région locale telles que la crise du verglas en 1998.

## Histoire
| Nom                                                                     | Date               |
| ----------------------------------------------------------------------- | ------------------ |
| 1st Battalion Governor General's Foot Guards                            | 7 juin 1872        |
| Governor General's Foot Guards                                          | 16 septembre 1887  |
| The Governor General's Foot Guards                                      | 1er avril 1896     |
| 2nd (Reserve) Battalion, The Governor General's Foot Guards             | 7 novembre 1941    |
| The Governor General's Foot Guards                                      | 31 janvier 1946    |
| The Governor General's Foot Guards (5th Battalion, The Canadian Guards) | 1er septembre 1954 |
| Governor General's Foot Guards (5th Battalion, The Canadian Guards)     | 25 avril 1958      |
| Governor General's Foot Guards                                          | 1er septembre 1976 |

### Origines et création
Dans les années 1850, le Royaume-Uni retira la majorité de ses forces militaires du Canada pour les envoyer combattre pour la guerre de Crimée laissant le Canada avec une présence militaire presque nulle. La guerre civile américaine en 1861 força le Canada à se doter d'une force militaire. Ainsi, plusieurs corps furent créés selon le modèle britannique. L'un de ces corps était le Civil Service Rifle Corps formé dans la ville de Québec par des membres du service civil de la Province du Canada et officiellement autorisé le 9 octobre 1861. En 1875, celui-ci déménagea à Ottawa en suivant le service civil qui y déménagea. Le prince de Galles devint le colonel en chef de l'unité et celle-ci adopta son panache en tant qu'insigne. Le corps fut mobilisé le 8 mars 1866 dans la foulée des raids féniens. Le 4 octobre de la même année, le corps devint le « Civil Service Rifle Regiment ». Une loi promulguée le 1er octobre 1868 causa la dissolution du régiment. Ses membres créèrent une nouvelle formation en avril 1869, la Civil Service Rifle Canada Drill Association, qui obtint le statut officiel de compagnie de carabiniers le 23 juillet suivant. Une seconde compagnie fut créée en avril 1872,.
Le 7 juin 1872, la reine Victoria approuva l'ordre général no 16 de la milice autorisant le major Thomas Ross à former un bataillon de gardes à pied nommé « 1st Battalion Governor General's Foot Guards », littéralement le « 1er Bataillon Gardes à pied du gouverneur général ». Il fut placé directement sous l'autorité de l'adjudant-général du quartier général. L'ordre général no 18, daté du 18 juin 1872, dissout les deux compagnies de carabiniers indépendantes du service civil et les intègre au bataillon tout juste créé,. Elles deviennent ainsi les compagnies no 1 et no 2 des Governor General's Foot Guards.

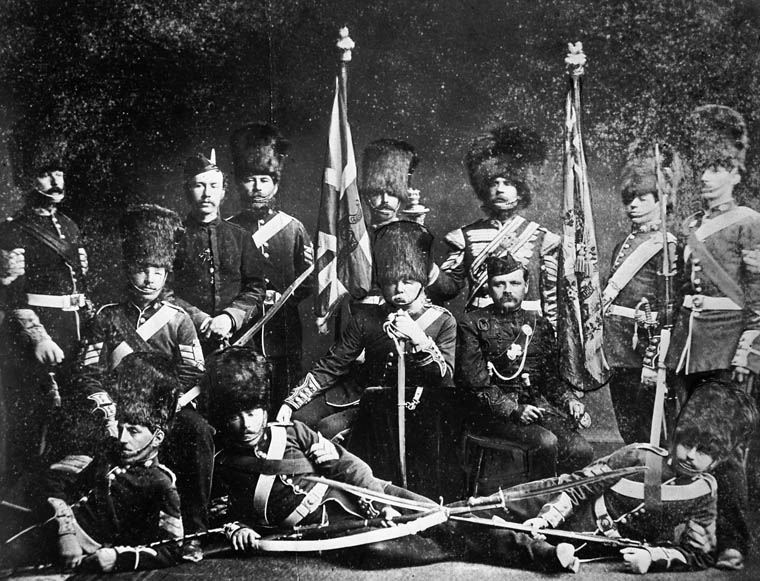
Le commandant des Governor General's Foot Guards se tient au centre de cette photo prise en 1875.

Le fondateur et le premier commandant de l'unité est le lieutenant-colonel Thomas Ross. En effet, alors qu'il servait en tant que major au sein de l'Ottawa Brigade of Garrison Artillery, mais surtout alors qu'il était un haut fonctionnaire du ministère des Finances du gouvernement du Canada, il envoya, en juin 1872, un mémorandum proposant au ministre de la Milice, Sir George-Étienne Cartier, de créer les Governor General's Foot Guards. Il avait d'ailleurs été l'un des premiers officiers non commissionnés du Civil Service Rifle Corps en tant que sergent à partir du 4 décembre 1861 avant de rejoindre l'Ottawa Brigade of Garrison Artillery en tant qu'officier,.

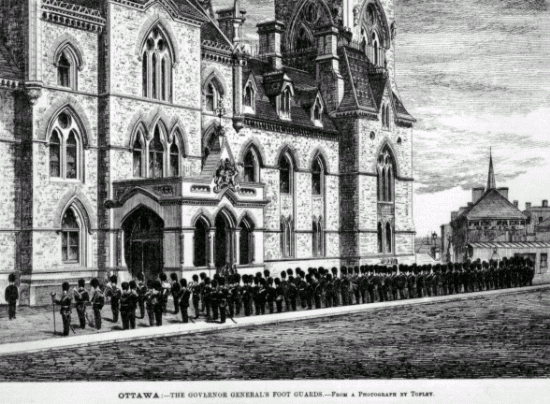
Les Governor General's Foot Guards à Ottawa en 1875

À sa création le bataillon comportait deux compagnies et sa structure ainsi que son uniforme étaient basés sur ceux des Coldstream Guards de la British Army. Seulement quelques jours après sa création, en plus du lieutenant-colonel Ross, le bataillon comprenait trois officiers et 80 soldats. Dès 1872, le bataillon se dota également d'une musique de 35 membres. Le 25 juin de la même année, il fit sa première garde de cérémonie pour le départ du gouverneur général du Canada, le baron Lisgar. Deux jours plus tard, il tint sa seconde garde de cérémonie pour l'arrivée du nouveau gouverneur général, le comte de Dufferin. En septembre de la même année, le bataillon comprenait six compagnies,. De plus, au moment de sa création, l'unité n'avait pas de bâtiment dédié et travaillait donc dans les bâtiments du Parlement du Canada. À partir de septembre 1872, elle commença à utiliser la Drill Shed (« hangar d'entraînement »), qui n'était ni plus ni moins qu'une grange en bois située sur la rive est du canal Rideau, partagée avec d'autres unités et auparavant utilisée par les Civil Service Rifles et l'Ottawa Brigade of Garrison Artillery, en attendant de se trouver un meilleur emplacement. Cet emplacement fut trouvé en novembre de la même année lorsque l'unité reçut la permission de louer un entrepôt situé sur la rue St. Paul. La compagnie no 1 s'y établit tandis que la compagnie no 2 se rencontrait à New Edinburgh.
L'unité fit sa première apparition publique en tenue de parade complète à l'ouverture du Parlement du Dominion les 5 et 6 mars 1873. Le gouverneur général, le comte de Dufferin, inspecta l'unité pour la première fois le jour de l'anniversaire de la reine Victoria de 1873 alors que ses membres venaient récemment de recevoir de nouveaux bonnets à poil et tuniques rouges. En 1879, le bataillon s'établit dans le manège militaire de la place Cartier qui venait d'être construit pour lui. En novembre 1880, il fut interdit à la compagnie No 2 de se rencontrer à New Edinburgh et elle vint rejoindre la compagnie No 1 au manège militaire. En 1881, le 43rd Ottawa and Carleton Battalion of Rifles (maintenant The Cameron Highlanders of Ottawa) s'établirent également dans ce manège.

### Expédition du Nil

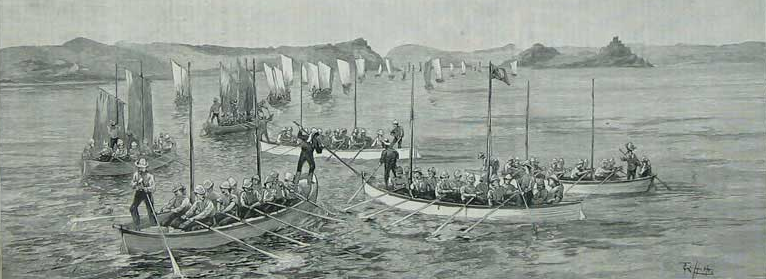
The Nile Expedition for the Relief of General Gordon (auteur inconnu)

En août 1884, l'adjudant général britannique, le général Lord Garnet Wolseley, prépara une mission pour aller appuyer le général Charles Gordon et ses troupes qui étaient assiégés à Khartoum au Soudan par les rebelles mahdistes. Se souvenant de son expérience favorable avec les voyageurs canadiens lors de son expédition sur la rivière Rouge dans l'Ouest canadien afin de se rendre à Fort Garry (maintenant Winnipeg) lors de la rébellion de la rivière Rouge en 1869 et 1870, le général Wolseley envoya une requête, à la mi-août, au gouverneur général du Canada, Lord Lansdowne, lui demandant d'envoyer des voyageurs canadiens pour cette expédition aux frais du gouvernement britannique,. Le secrétaire militaire du gouverneur général, Lord Melgund, fut chargé d'organiser ce contingent principalement civil. En 25 jours, environ 400 hommes furent recrutés. Il s'agit de la première mission outremer des Canadiens dans un conflit de l'Empire britannique,.
Au sein de ce contingent se trouvaient cinq membres des Governor General's Foot Guards, un officier et quatre soldats. L'officier était le capitaine Telmont Aumond, en congé du ministère des Pêches, qui était l'un des sept volontaires de la milice qui menaient le contingent de voyageurs civils,. Le groupe de voyageurs d'Ottawa quitta la capitale nationale pour se rendre à Montréal au Québec le 3 septembre. À partir de là, le contingent embarqua à bord de l'Ocean King le 15 septembre. La mission consistait à servir de bateliers menant la navigation de baleiniers transportant des soldats britanniques, des rations et des munitions pour remonter les cataractes du Nil jusqu'à Khartoum. Celle ci commença, pour la majeure partie du contingent, le 1er novembre. En fait, les voyageurs canadiens établirent des groupes demeurant en permanence à chacune des cataractes au lieu de suivre une unité tout au long du fleuve. Ainsi, ils devenaient plus familiers avec chacune des sections du fleuve,.
Les voyageurs canadiens avaient été embauchés seulement pour six mois et devaient donc être de retour au Canada le 9 mars 1885. Ainsi, avec les délais de l'expédition, le général Wolseley demanda aux voyageurs de signer un autre contrat pour six mois additionnels, mais seulement 89 le firent, incluant un membre des Governor General's Foot Guards, Robert Booth. Le capitaine Aumond mena le contingent lors du voyage de retour en passant par Le Caire et l'Angleterre. Le groupe d'Ottawa fut de retour dans la capitale le 6 mars,.

### Rébellion du Nord-Ouest

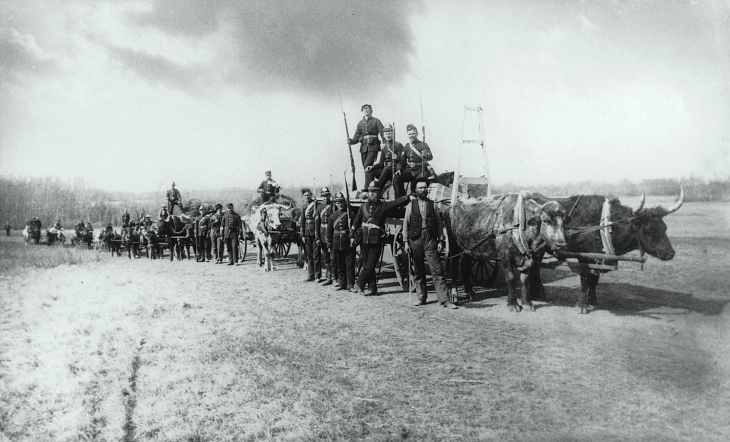
Un convoi de troupes en marche dans la vallée de la Qu'Appelle en 1885

Au début de 1885, des perturbations commencèrent dans l'Ouest canadien lorsque les Amérindiens et les Métis se soulevèrent à la suite de la construction du chemin de fer du Canadien Pacifique sur leurs territoires de chasse y voyant l'arrivée de colons qui transformeront les prairies en champs d'agriculture. Le 27 mars, ceux-ci attaquèrent la Police montée du Nord-Ouest à Duck Lake. Ainsi, le gouvernement du Canada autorisa le ministre de la Milice à lever une force expéditionnaire pour se rendre dans l'Ouest canadien afin d'étouffer l'insurrection des Amérindiens et des Métis menée par Louis Riel. À ce moment, les Governor General's Foot Guards venaient de commencer leur entraînement printanier. Le capitaine A. Hamlyn Todd, officier commandant de la compagnie no 1 des Governor General's Foot Guards, proposa de lever une compagnie pour prendre part à cette force expéditionnaire. Sa requête fut acceptée rapidement par le ministre de la Milice le 27 mars. En moins de 24 heures, il avait sélectionné une cinquantaine de soldats et deux officiers, en plus de lui-même, pour former cette compagnie composée de tireurs d'élite appelée « The Sharpshooters » (« les tireurs d'élite » en anglais). La majorité des soldats provenaient des Governor General's Foot Guards, mais certains provenaient d'autres unités telles que le 43rd Battalion of Rifles (de nos jours The Cameron Highlanders of Ottawa (Duke of Edinburgh's Own)). Néanmoins, ils furent tous équipés avec l'uniforme des Governor General's Foot Guards incluant la tunique rouge. À la suite de délais causés par l’insuffisance du service ferroviaire face à tous ces mouvements vers l'Ouest, la compagnie prit finalement le train le 31 mars vers Winnipeg. Le voyage inclut plusieurs marches de 50 à 80 km puisque la construction du chemin de fer était incomplète à cette époque. La compagnie arriva à Winnipeg le 8 avril et, le lendemain, se rendit à Qu'Appelle pour rejoindre la force expéditionnaire sous le commandement du major-général Frederick Middleton. Un jour plus tard, elle fut envoyée à Swift Current par train où elle fut intégrée à la colonne de Battleford sous le commandement du colonel William Dillon Otter.

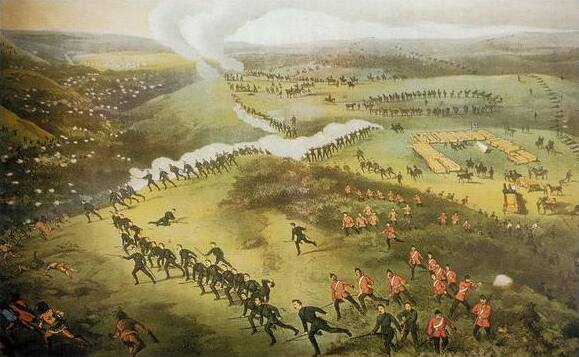
The Battle of Cut Knife (Fred Curzon)

Le 12 avril, la colonne entreprit la marche de 345 km vers Battleford en douze jours. La première escarmouche eut lieu le dernier jour de la marche lorsque des tirs furent échangés avec les éclaireurs. Une fois arrivée à destination, la colonne constata que les Amérindiens avaient battu en retraite et abandonné Battleford après avoir pillé les ressources. La compagnie des Sharpshooters fournit un officier et une vingtaine de soldats pour escorter un convoi vide vers Swift Current afin d'y récupérer du matériel. Après seulement 50 km, le convoi rencontra un autre convoi en provenance de Swift Current et en direction de Battleford. Le matériel fut donc transféré et le convoi retourna à Battleford un jour plus tard. La colonne avait rempli sa mission de prendre la relève de Battleford, mais elle ignorait quelle direction les Amérindiens avaient prise. Le colonel Otter décida donc d'envoyer une colonne de reconnaissance composée de la moitié des troupes vers la réserve du chef Poundmaker à Cut Knife avec pour mission de déterminer l'emplacement et les intentions des Amérindiens hostiles. Le commandant adjoint de la compagnie des Sharpshooters, le lieutenant Harry Gray, ainsi qu'une vingtaine de soldats prirent part à cette colonne de reconnaissance tandis que le reste de la compagnie demeura au Fort Otter à Battleford où le capitaine Todd était le commandant adjoint.
Le 2 mai, la colonne rejoignit Cut Knife et constata que le camp avait été abandonné, mais elle observa des feux d'avertissement et des signaux de fumée. Alors qu'elle montait la colline de Cut Knife, la colonne tomba sous les tirs rapides des Amérindiens. En peu de temps, les troupes, se trouvant en terrain découvert, furent assiégées de tous côtés par les Amérindiens ayant l'avantage grâce à leurs positions sous couvert végétal et dans les ravins. L'embuscade des Amérindiens était sous la direction de Little Poplar, le chef de guerre des Cris puisque Poundmaker refusait de prendre une part active aux hostilités, mais il fit tout de même partie de la ligne de front en tant que simple guerrier afin de remplir son devoir envers son peuple. Les Sharpshooters se trouvaient sur le flanc gauche. C'est le manque de munitions des Amérindiens qui permit à la colonne de prendre le dessus, les forçant à battre en retraite. C'est au cours de cette bataille que les Governor General's Foot Guards connurent les premières pertes fatales de leur histoire avec la mort des soldats William Osgoode et John Rogers,. La mission de reconnaissance de la colonne était remplie puisque l'on savait maintenant où se trouvaient les Amérindiens et on les avait empêchés de rejoindre les forces de Louis Riel à Batoche. Ainsi, la colonne de reconnaissance retourna au Fort Otter.
Le 4 mai, les funérailles des sept soldats tués sur la colline de Cut Knife, incluant le soldat Rogers, eurent lieu à Fort Otter. À ce moment, le soldat Osgoode manquait toujours à l'appel, mais il était présumé mort. Le capitaine Todd fut autorisé, le 5 juin, à aller récupérer son corps sur la colline de Cut Knife. Il fut enterré le 7 juin à côté du soldat Rogers. Environ une semaine après la bataille de Cut Knife, les Amérindiens de la région capitulèrent. La colonne se rendit donc plus à l'ouest et revint à Battleford le 1er juillet. Quelques jours plus tard, la force expéditionnaire fut démantelée. La compagnie des Sharpshooters voyagea à bord du bateau à vapeur Northcote sur la rivière Saskatchewan Nord et le lac Winnipeg pour se rendre à Winnipeg où elle resta quatre jours. Elle continua le voyage de retour en naviguant à bord du bateau à vapeur du Canadien Pacifique Athasbasca sur le lac Supérieur de Port Arthur à Owen Sound, poursuivant ensuite le voyage en train jusqu'à Ottawa où elle arriva le 24 juillet. La campagne lors de la rébellion du Nord-Ouest constitue la dernière fois de leur histoire que les Governor General's Foot Guards combattirent vêtus de leurs tuniques rouges.
Le 7 octobre 1886, le lieutenant-colonel Tomas Ross prit sa retraite en tant que commandant de l'unité et il fut remplacé par le lieutenant-colonel James Pennington MacPherson qui avait commandé l'unité par intérim à maintes reprises alors que le lieutenant-colonel Ross était en voyage en Angleterre,. Le 16 septembre 1887, le bataillon devint un régiment et il fut renommé en son nom actuel, c'est-à-dire « Governor General's Foot Guards »,. En novembre 1888, un monument fut érigé à Ottawa afin de commémorer les deux soldats tués au combat lors de la rébellion du Nord-Ouest.

### Seconde guerre des Boers

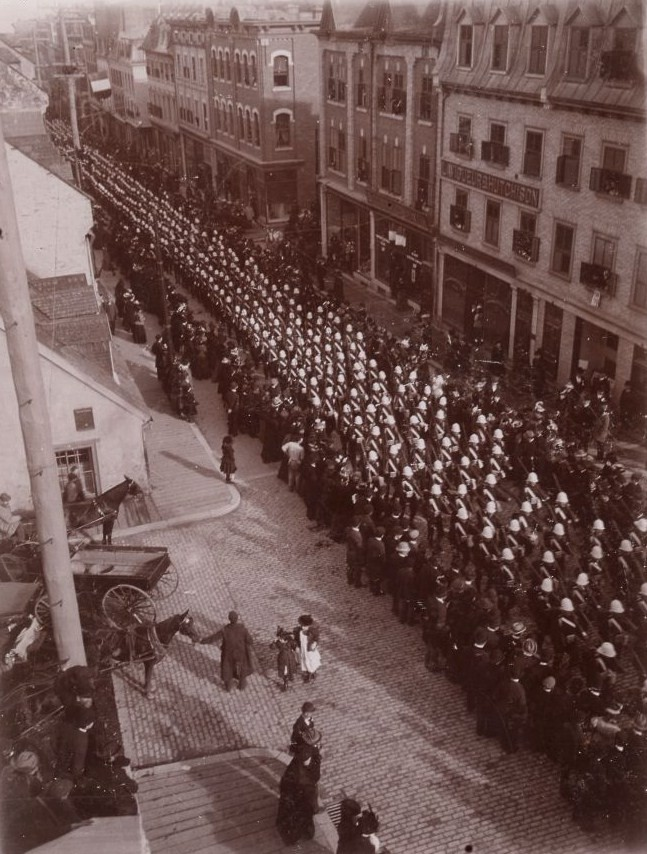
Le premier contingent canadien défilant dans la ville de Québec avant de partir pour la guerre en Afrique du Sud

La seconde guerre des Boers commença lorsque les Boers envahirent les colonies britanniques du Cap et de Natal en Afrique du Sud le 11 octobre 1899. Lorsque la Grande-Bretagne décida d'entrer en guerre, le Canada offrit de l'appuyer. Il s'agit du premier déploiement outremer des Forces armées canadiennes. Le 14 octobre, le gouvernement du Canada autorisa la levée d'un contingent de 1 000 volontaires pour servir en Afrique du Sud pendant six mois avec 12 mois supplémentaires au besoin. Le contingent devait partir le 31 octobre, ce qui ne laissait que 17 jours au ministère de la Milice pour recruter ces 1 000 volontaires qui, à l'époque, était le même nombre de soldats que l'ensemble de la milice permanente du Canada. Plusieurs membres des Governor General's Foot Guards se portèrent volontaires, mais seulement un officier et 24 soldats furent sélectionnés pour faire partie de ce premier contingent. Ceux-ci faisaient partie de la compagnie D qui recrutait dans la région entre Ottawa et Kingston en Ontario. Le 30 octobre, un jour avant la date butoir, l'ensemble du contingent se rassembla dans la ville de Québec et fut placé sous le commandement du lieutenant-colonel William Dillon Otter qui avait servi lors de la rébellion du Nord-Ouest.
Une fois en Afrique du Sud, les soldats canadiens tombaient sous la responsabilité du gouvernement britannique et étaient payés comme des soldats britanniques. Initialement, les dirigeants britanniques souhaitaient que les forces canadiennes soient organisées en tant que petites compagnies indépendantes qui seraient absorbées par les forces britanniques. Cependant, le gouverneur général du Canada, le comte de Minto, et le commandant de la Milice, le général Hutton, s'y opposèrent en disant que, puisque le Canada fournissait un contingent de la taille d'un bataillon, les troupes canadiennes devraient combattre en tant qu'un bataillon canadien. D'ailleurs, le bataillon fut nommé « 2nd (Special Service) Battalion, Royal Canadian Regiment » afin d'être clairement identifié en tant que canadien et les troupes canadiennes portaient un uniforme différent des troupes britanniques. Le 31 octobre, celui-ci embarqua à bord du SS Sardinian surnommé la « Sardine » à cause de sa petite taille pour un contingent de cette ampleur comprenant un total de 1 039 soldats. Il arriva au Cap en 30 jours et fut envoyé à Belmont où il resta plus de deux mois en tant que composante de l'arrière-garde de l'armée de lord Methuen.
En février 1900, le bataillon canadien faisait partie de la 19e brigade commandée par le brigadier-général Horace Smith-Dorrien. Le 11 février, il fut envoyé à Ram Dam pour rejoindre la 3e brigade pour former la 9e division commandée par le major-général Henry Edward Colvile avec laquelle il commença l'avancée vers le front du Cap. Le 18 février, le contingent canadien arriva à la bataille de Paardeberg qui fut la première offensive importante à laquelle il participa et qui fut également l'engagement le plus meurtrier au cours de cette guerre. Au cours de cette bataille, un membre des Governor General's Foot Guards, le caporal Cuthbert T. Thomas, fut tué et un autre blessé. L'engagement important suivant du bataillon canadien eut lieu le 25 avril. Entre-temps, il se rendit à Bloemfontein où il établit un camp. Celui-ci fut victime d'une épidémie de fièvre typhoïde. Le bataillon canadien comprenait 750 hommes lorsqu'il arriva à Bloemfontein et, trois semaines plus tard, il n'en comptait que 550 à cause de la maladie. Il quitta le camp le 21 avril avec pour mission de balayer les collines et les crêtes au nord-est de Bloemfontein en préparation de l'offensive de l'ensemble de l'armée sur Pretoria. Le 25 avril, le bataillon canadien fut transféré à la colonne du général Ian Hamilton qui commandait les 19e et 20e brigade. Celle-ci se mit en marche le même jour. Les troupes canadiennes reçurent la tâche de capturer Thaba 'Nchu. Au début de cette offensive, la compagnie D dont faisait partie les Governor General's Foot Guards se trouvait en troisième ligne. Après le premier échange de feu à 550 m de l'objectif, elle fut envoyée renforcer la ligne de feu pour continuer l'offensive. Le soldat P.R. Foster des Governor General's Foot Guards fut blessé au cours de cette bataille.
Après cela, la brigade continua son avancée vers Pretoria avec un arrêt de quatre jours à Taaiboschkraal où un détachement de trois officiers et de 100 hommes vinrent renforcer la brigade. Le capitaine C.F. Winter des Governor General's Foot Guards, qui avait servi lors de la campagne en Égypte et lors de la rébellion du Nord-Ouest, était l'un de ces trois officiers. Le 10 mai, quatre compagnies canadiennes, incluant la compagnie D, furent envoyées pour tenir une position surélevée permettant d'observer la rive est de la rivière Zand en tant que garde avant de la marche de la brigade vers Pretoria pendant que le reste supportait la 21e brigade sur la rive gauche où une bataille importante avait commencé. En montant vers cette position, les troupes canadiennes tombèrent sous le feu ennemi, prenant tout le monde par surprise puisque 800 Boers s'étaient dissimulés au bord de la rivière. Le lieutenant W.T. Lawless des Governor General's Foot Guards se distingua particulièrement au cours de cet engagement. La bataille de Doornkop fut le dernier engagement important du bataillon canadien. Celle-ci permit de libérer Pretoria. Les troupes du bataillon canadien demeurèrent quelques mois en Afrique du Sud, effectuant des tâches de garnison dans différentes villes. Le 1er octobre 1900, elles embarquèrent à bord du SS Idaho vers Halifax en Nouvelle-Écosse. Les trois officiers et 36 soldats des Governor General's Foot Guards qui avaient été recrutés au sein d'autres contingents demeurèrent en Afrique du Sud plus longtemps. En somme, ce sont six officiers et 85 soldats des Governor General's Foot Guards qui participèrent à ce conflit. Deux furent tués et deux blessés. Après la guerre en Afrique du Sud, les Governor General's Foot Guards recommencèrent à effectuer plusieurs cérémonies dans la capitale nationale et la fanfare du régiment commença à tenir plusieurs concerts. En 1933, pour leur contribution au 2nd (Special Service) Battalion, Royal Canadian Regiment, les Governor General's Foot Guards reçurent l'honneur de bataille « Afrique du Sud, 1899-1900 » qui est blasonnée sur les couleurs régimentaires.

### Première Guerre mondiale
Dans la foulée de la Première Guerre mondiale, des détachements des Governor General's Foot Guards furent mobilisés pour le service actif le 6 août 1914 afin de fournir de la protection locale. Les Governor General's Foot Guards envoyèrent plusieurs soldats servir outre-mer au sein de bataillons du Corps expéditionnaire canadien. Les plus grands contingents du régiment servirent avec le 2nd Battalion (Eastern Ontario Regiment), CEF et le 77th (Ottawa) Battalion, CEF, littéralement le « 2e (Régiment de l'Est de l'Ontario) Bataillon, CEC » et « 77e (Ottawa) Bataillon, CEC »,. En effet, les Governor General's Foot Guards levèrent une compagnie de carabiniers pour chacun de ces bataillons. Ils fournirent également des soldats qui se rendirent outremers avec d'autres bataillons incluant le 21st Battalion (Eastern Ontario), CEF, le 38th Battalion (Ottawa), CEF et le 59th Battalion (Ontario), CEF,.

#### 2nd Battalion, CEF

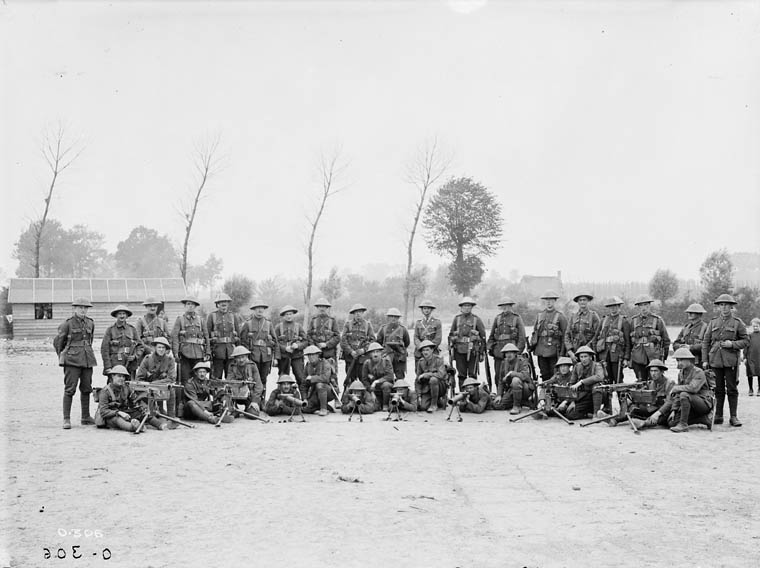
La section des mitrailleuses du 2nd Battalion, CEF en France le 16 juillet 1916

Le 2nd Battalion, CEF fut créé le 10 août 1914. Le 22 août, les Governor General's Foot Guards envoyèrent sept officiers et 124 soldats au camp Valcartier au Québec pour faire partie de ce bataillon qui recrutait dans l'Est du Canada entre Sault-Sainte-Marie en Ontario et la ville de Québec et qui était sous le commandement du lieutenant-colonel D. Watson. En fait, le premier capitaine-adjudant du bataillon, le capitaine H. Willis O'Connor, ainsi que deux commandants de compagnie, les capitaines G.G. Chrysler et E.C. Culling, étaient issus des Governor General's Foot Guards. De plus, le capitaine-adjudant adjoint était le lieutenant Turner qui était l'ancien sergent-major du régiment qui avait accompagné le contingent de volontaires à Valcartier où il prit sa commission d'officier et le sergent-major régimentaire du bataillon était l'adjudant "Snapper" White qui était l'ancien sergent quartier-maître du régiment. Les troupes du bataillon furent équipées et entraînées à Valcartier. Le 22 septembre, le bataillon se rendit à Québec en tant que composante de la 1re Division canadienne qui s'embarquait pour l'Europe. Il embarqua sur le SS Cassandra qui navigua d'abord jusqu'à la baie de Gaspé où il attendit le reste du convoi avant d'entreprendre la traversée de l'océan Atlantique le 3 octobre au sein d'un convoi de 32 navires de transport et de guerre transportant le premier contingent canadien à se rendre en Angleterre dans le cadre de la Première Guerre mondiale composé de 32 000 soldats. Le premier navire arriva en Angleterre le 14 octobre, mais les quais étaient surchargés face à autant de navires canadiens et le bataillon à bord du SS Cassandra ne débarqua que 11 jours plus tard. Il se rendit en train à Amesbury à l'est de la plaine de Salisbury en tant que composante de la 1re Brigade canadienne où il s'établit au camp Bustard et entreprit de l'entraînement. Le bataillon connut sa première perte au camp Bustard lorsque le lance-caporal J.C. Morgan mourut en tombant du train.

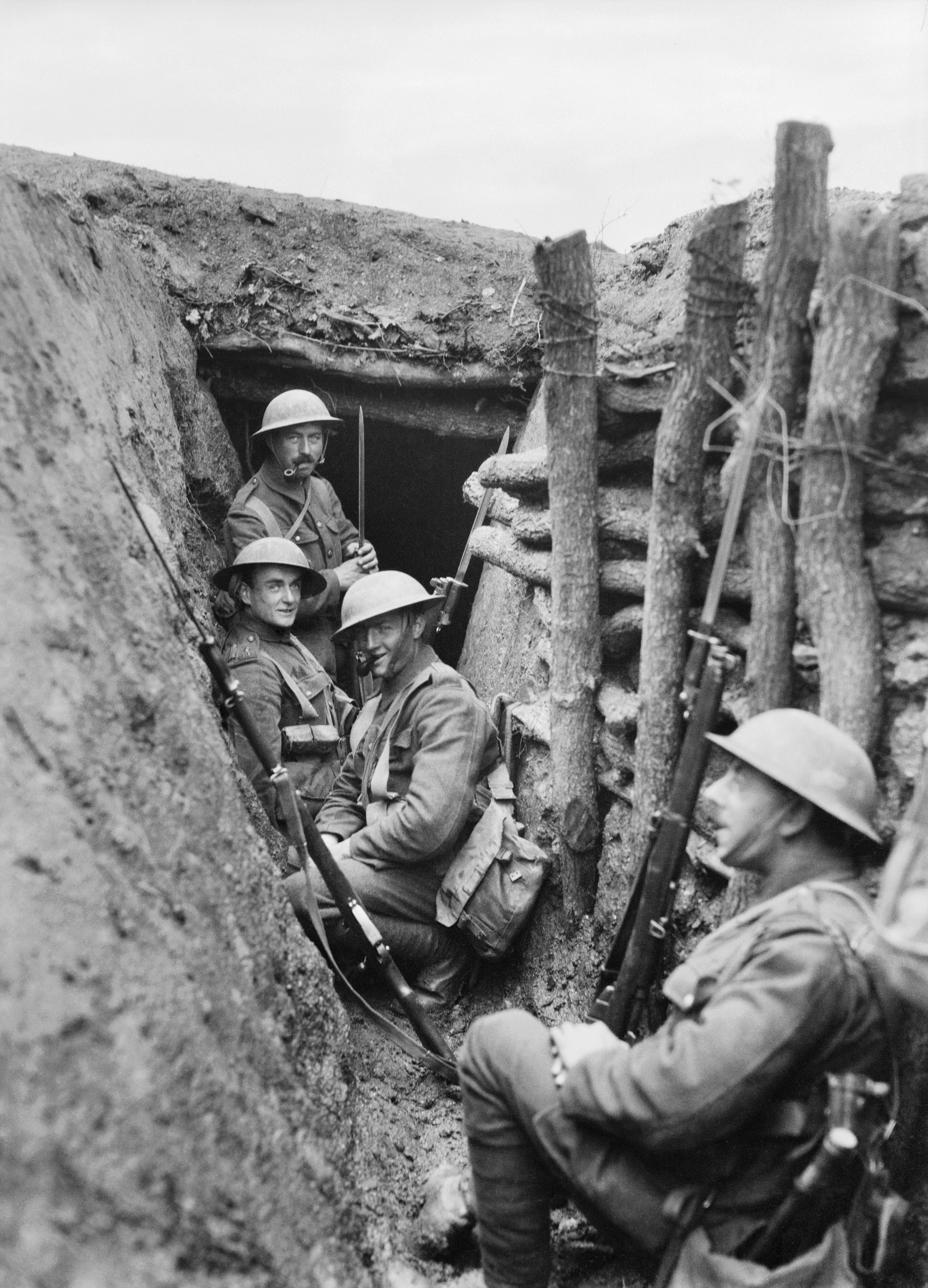
Des soldats des Royal Fusiliers dans une tranchée lors de la Première Guerre mondiale

Le 7 février 1915, le 2e Bataillon se rendit à Avonmouth où il embarqua à bord du SS Blackwell pour traverser la Manche et débarquer en France le 11 février. Le même jour, il partit en train pour Merris où il arriva deux jours plus tard et où les troupes virent et entendirent les signes de la guerre pour la première fois. Le 17 février, il fut déployé dans la région d'Armentières où il fut entraîné, pendant deux jours, à la guerre de tranchées par des membres du North Staffordshire Regiment (en) et du 1er Bataillon Royal Fusiliers de la British Army. Le 19 février, des éléments du 2e Bataillon effectuèrent leurs premiers tours dans les tranchées de la première ligne. C'est là que le bataillon connut sa première perte par le feu ennemi lorsque le soldat R.T. Cardew fut tué par un obus dans sa tranchée. La première bataille à laquelle le bataillon participa eut lieu le 9 mars à Neuve-Chapelle lorsque les Allemands attaquèrent. Bien que l'offensive allemande n'était pas dirigée sur lui, la bataille se déversa quelque peu dans sa région.
Le 20 avril, le 2e Bataillon fut envoyé derrière les lignes dans la région d'Ypres en Belgique en attente d'ordres pour se rendre au front. Deux jours plus tard, la région fut bombardée par l'artillerie allemande. Au cours de la nuit, les soldats français au front furent victimes d'une attaque au gaz et durent battre en retraite. Le 2e Bataillon reçut l'ordre d'aller renforcer la 3e Brigade canadienne qui se trouvait aux côtés des Français où il arriva après une marche de 3 h 30. Les Allemands avait percé la ligne alliée et avancé loin derrière la ligne de front des Français. Les 2e et 3e Brigades canadiennes formaient des flancs afin de stopper l'avancée allemande. Le 2e Bataillon reçut l'ordre d'appuyer la bataille dans la région des bois de Kitchener où se trouvait le 16e Bataillon qui avançait à travers les lignes ennemies. Le 2e Bataillon poursuivit cette avancée et tomba en contact avec l'ennemi à deux reprises avant d'entreprendre une offensive sur les positions allemandes. Le lendemain, le 2e Bataillon établit une position défensive et les autres bataillons furent retirés. Ainsi, il était dorénavant responsable pour plus d'un kilomètre de la ligne de front avec trois compagnies à effectif réduit tandis que cet endroit était défendu par trois bataillons auparavant.
Le 24 avril, les Allemands menèrent une seconde offensive importante avec pour objectif Saint-Julien juste à l'est des positions du 2e Bataillon. Lors de cette attaque, les Allemands libérèrent à nouveau des nuages de gaz toxiques, mais, contrairement aux troupes françaises, les soldats canadiens ne battirent pas en retraite et s'improvisèrent des protections contre les gaz grâce à des mouchoirs imbibés d'urine. Les troupes canadiennes repoussèrent plusieurs attaques des troupes allemandes qui finirent par battre en retraite. Lors de son offensive sur Saint-Julien, les Allemands menèrent une attaque simultanée sur les positions du 2e Bataillon. Celui-ci réussit à tenir ses positions, mais les troupes sur son flanc droit fléchirent ; ce qui poussa le commandant de la brigade à ordonner au 2e Bataillon de se retirer d'1,5 km vers l'arrière afin d'éviter d'être coupé du reste des troupes canadiennes. Cette retraite fut très difficile puisqu'elle se faisait en terrain totalement découvert et plusieurs soldats furent tués, laissant le bataillon avec deux compagnies en moins. Le 28 avril, ce dernier reçut des renforts en provenance de l'Angleterre et se reconstitua en quatre compagnies. Il reçut alors l'ordre de creuser des tranchées afin d'établir une nouvelle ligne défensive. Il fut finalement relevé le jour suivant et put se rendre derrière les lignes. Au total, au cours de la bataille d'Ypres, le bataillon souffrit de six officiers et 68 soldats tués, quatre officiers et 158 soldats blessés ainsi que cinq officiers et 302 soldats manquant à l'appel. La majorité des soldats manquant à l'appel étaient, en fait, morts, mais certains avaient été faits prisonniers. Pour sa participation à cette bataille, il reçut trois honneurs de bataille : « Ypres, 1915 », « Gravenstafel » et « Saint-Julien ». Par la suite, les troupes alliées de la région réussirent à repousser les Allemands grâce aux renforts d'autres unités des troupes impériales et des colonies tels que les Gurkhas du Népal ainsi qu'à l'appui de l'artillerie française. Ainsi, la 1re Division canadienne, incluant le 2e Bataillon, fut capable d'établir une nouvelle ligne défensive.
Le 3 mai, le 2e Bataillon fut envoyé à Bailleul afin de se reposer et de reconstituer l'unité. En effet, il reçut des renforts du 32rd Battalion, CEF qui venait d'être dissous en Angleterre. En fait, les officiers de ce détachement du 32e Bataillon étaient tous des anciens membres du 2e Bataillon qui étaient restés en Angleterre afin d'entraîner les troupes du 32e Bataillon. Le 14 mai, le bataillon fut envoyé en tant que force de réserve pour l'offensive alliée sur Festubert. Le 2e Bataillon ne fut pas grandement impliqué dans cette opération, mais il agit tout de même en tant que force de remplacement le 28 mai et deux de ses membres furent tués et 31 blessés durant cinq jours au front lors de la bataille de Festubert. Pour sa participation à cette dernière, le bataillon reçut l'honneur de bataille « Festubert 1915 ». Le 21 juillet, le 2e Bataillon fut inspecté par le Premier ministre du Canada, Sir Robert Borden et, le 7 août, par le ministre de la Milice et de la Défense, Sir Sam Hughes. En août également, le lieutenant-colonel Watson fut promu colonel et prit le commandement de la 5e Brigade canadienne de la 2e Division canadienne et fut remplacé par le major W.M. Yates, promu lieutenant-colonel, en tant que commandant du 2e Bataillon ; celui-ci en était le commandant adjoint depuis le 3 juin et avait rejoint le bataillon après la bataille d'Ypres.
Au cours du mois suivant, le 2e Bataillon servait dans les tranchées dans la région de Givenchy. Ce fut les dernières opérations offensives de la 1re Division canadienne en 1915. En effet, au cours des mois qui suivirent, le bataillon effectuait des rotations sur les lignes de front et pour creuser de nouvelles positions défensives en arrière. Ces mois furent relativement calmes, mais les conditions difficiles causèrent plusieurs maladies et de nombreuses pertes, spécialement au cours de l'hiver. En février 1916, le 2e Bataillon reçut des renforts de 110 hommes. En mars, il reçut la tâche d'entraîner de nouvelles unités à la guerre de tranchées. À la fin du mois du mars, le bataillon fut renvoyé à Ypres directement au front. Le 26 avril, des éléments du bataillon repoussèrent une offensive allemande à la côte 60 (en). 43 hommes furent tués et 68 blessés au cours de cette opération. Le mois de mai fut tranquille bien que les Allemands se renforçaient dans cette région. Le 1er juin, ceux-ci commencèrent une offensive par des bombardements autour de la côte 60. À ce moment, le 2e Bataillon était derrière les lignes de front et il fut envoyé pour prendre la relève dans les tranchées. Durant cette relève, il connut plusieurs pertes à la suite de tirs d'artillerie. Cette relève s'effectua durant la nuit et le bataillon prit position dans les mauvaises tranchées, se trouvant ainsi exposé à l'ennemi qui se trouvait directement en face de lui, mais il tint la position. Le 5 juin, le commandant de la division, le général Sir Arthur Currie, écrivit au commandant du 2e bataillon lui indiquant son appréciation pour les actions du bataillon. Ce dernier fut relevé le 7 juin. En quatre jours, il perdit 122 hommes et, le 11 juin, il retourna au front.

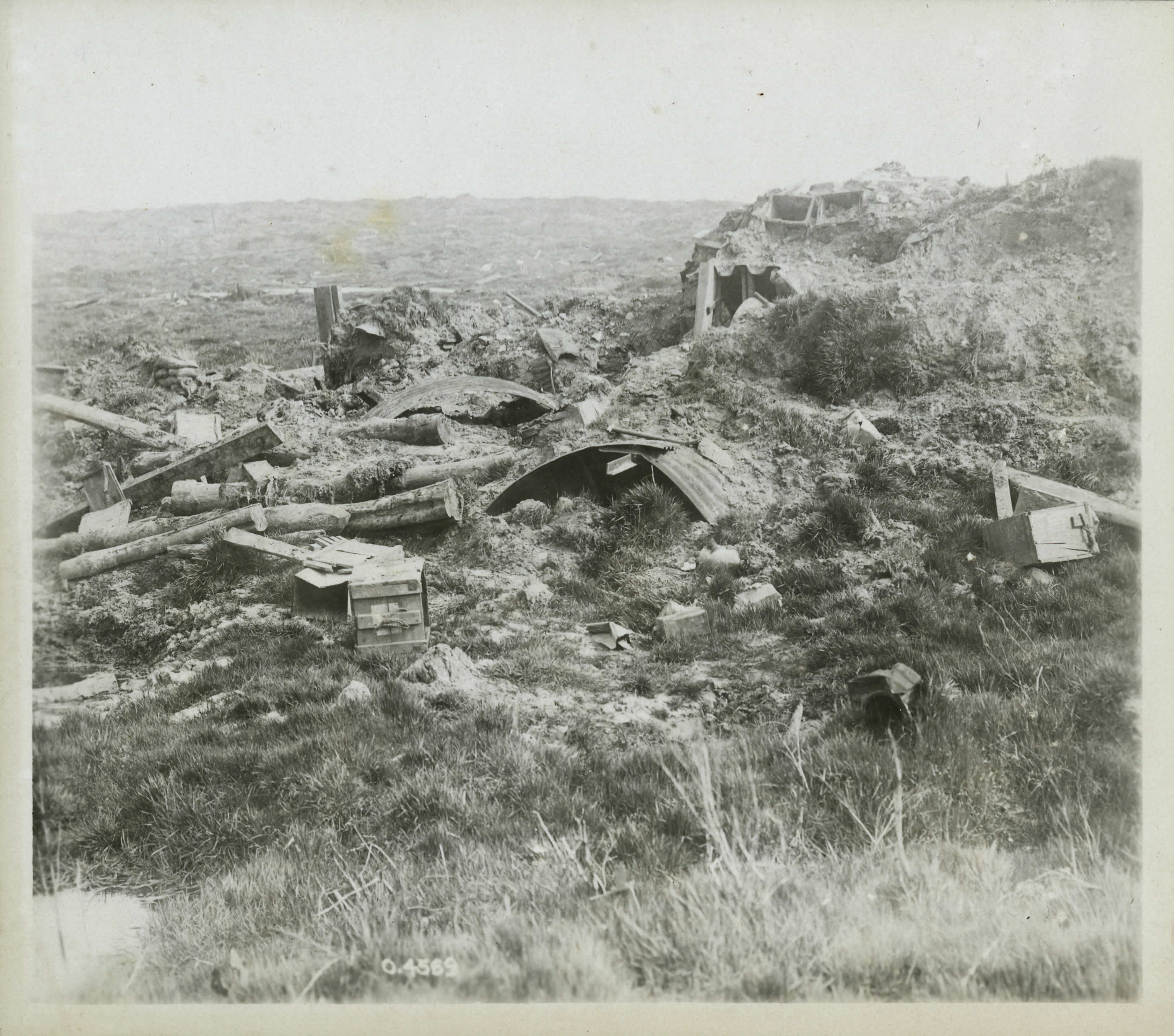
Une tranchée détruite par des tirs d'artillerie après la bataille du mont Sorrel en juin 1916

Le 14 juin, bien que le 2e Bataillon se trouvait en position défensive tandis que deux autres bataillons menaient une offensive devant eux sur le mont Sorrel, il se situait si près de l'action qu'il souffrit des tirs d'artillerie allemands. Le même jour, après deux semaines de combat continu, il fut relevé et ne fut pas impliqué au combat jusqu'au 20 juin. Au cours de cette période, le 2e Bataillon connut 422 pertes, c'est-à-dire près de la moitié de son effectif. Pour sa participation à cette opération, il reçut l'honneur de bataille « Mont Sorrel ». Par la suite, le bataillon fut envoyé à Reningelst en Belgique où il effectua des rotations dans les tranchées. C'est là que la bataillon reçut pour la première fois un insigne de coiffure et des boutons distinctifs. L'insigne était une feuille d'érable de couleur argent avec le chiffre « 2 » de couleur bleu émaillé au centre et un listel portant l'inscription « Battalion » (« Bataillon » en anglais) brochant sur la tige de la feuille d'érable ; en dessous du tout, il y avait un listel en forme de demi-cercle portant l'inscription « Semper Paratus » (« Toujours prêt » en latin).

L'insigne distinctif du 2nd Battalion, CEF

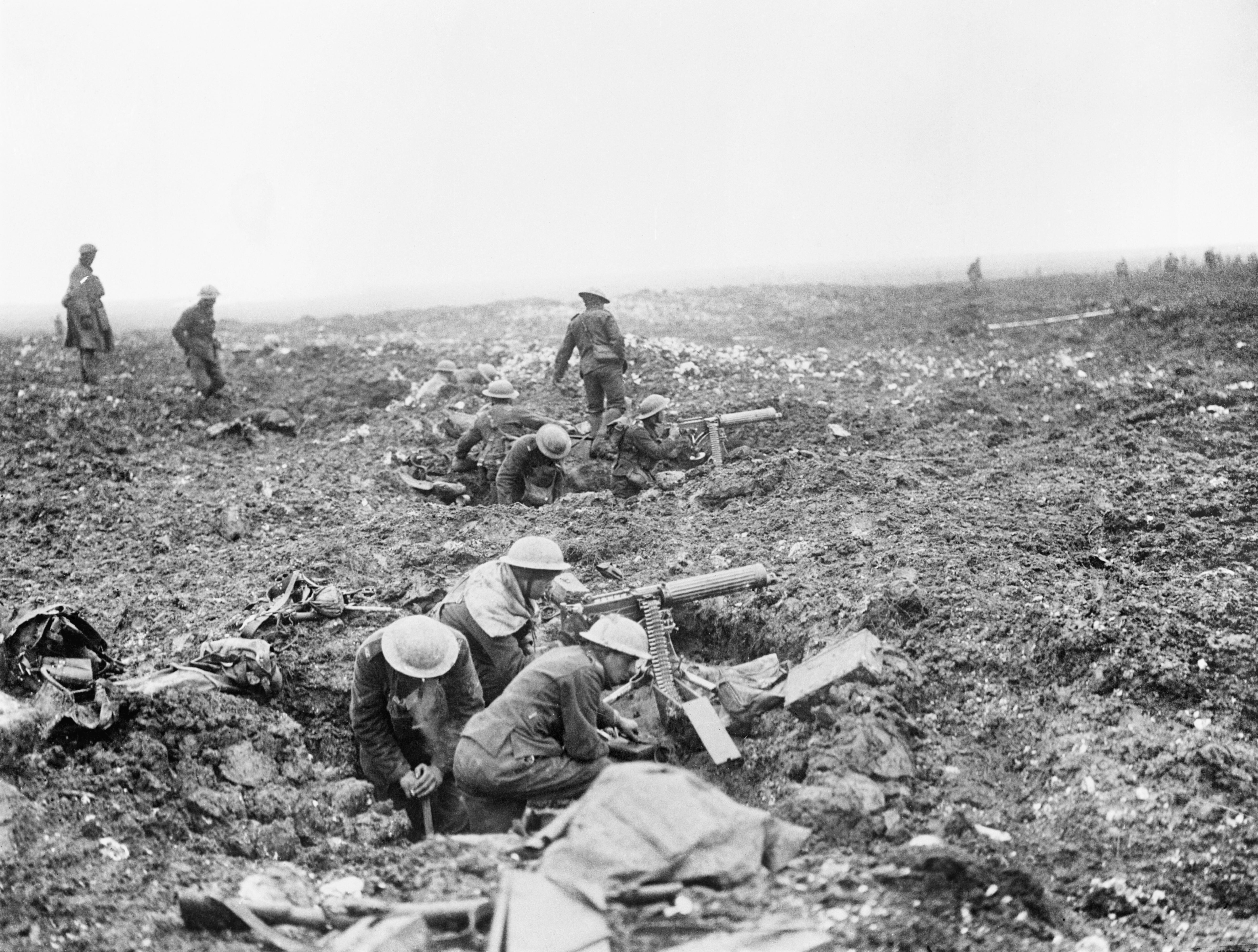
Mitrailleurs canadiens sur la crête de Vimy.

Le 9 août, le bataillon partit pour la Somme. En chemin, il fut inspecté par Sir Sam Hughes le 17 mai près de Nort-Leulinghem et, le même jour, la fanfare arriva de l'Angleterre. Il arriva à destination le 30 août et, le lendemain, effectua une relève sur place des 25e et 45e Bataillon australiens. Au cours de quatre premiers jours à cette nouvelle position, le bataillon perdit 92 hommes tués ou blessés par des tirs d'artillerie, mais il ne fut pas en contact direct avec l'ennemi. Le 4 septembre, il se retira derrière les lignes pour se reposer et se recomposer avant d'être envoyé pour capturer une portion de la crête de Pozières le soir du 8 septembre. L'assaut, le lendemain, fut un succès, mais le bataillon souffrit de nombreuses pertes. C'est au cours de cette opération que le caporal Leo Clarke se distingua, méritant la croix de Victoria. Le 2e Bataillon garda la position malgré les tirs d'artillerie continus et fut, finalement, relevé l'après-midi du 10 septembre et put se reposer pendant 10 jours. En tout, l'assaut sur la crête causa la mort de 92 hommes du bataillon et 143 blessés. Le 20 septembre, il retourna sur la ligne de front en prenant la relève du 3e Bataillon dans le secteur de Courcelette en France. La mission du 2e Bataillon était de tenir la position en préparation d'une attaque alliée. Ainsi, la position défensive devait être renforcée. Il s'affaira à cette tâche pendant quatre jours avant d'être relevé et d'aller effectuer des tâches de support de la brigade à Courcelette même. Il subit 116 pertes au cours de ces quatre jours. À partir de Courcelette, le bataillon envoyait des détachements pour creuser des tranchées. Il vit de l'action le 8 octobre, lorsque deux de ses compagnies appuyèrent un assaut sur des positions capturées. Une semaine plus tard, le 2e Bataillon quitta la Somme pour de bon. À ce moment, le lieutenant-colonel Swift fut promu brigadier-général et prit le commandement de le 14e Brigade canadienne tout juste créée. Le lieutenant-colonel Wilton Milwarde Yates prit le commandement du 2e Bataillon. En octobre, la 2e Division canadienne arriva en Europe, créant ainsi le besoin de distinguer les deux divisions. La 1re Division canadienne reçut alors la flanelle rouge, un carré de deux pouces (5 cm). Le 2e Bataillon reçut alors un insigne de bataillon composé de ce carré rouge surmonté d'un demi-cercle vert ; le vert reprenait la couleur de la 1re Brigade tandis que le demi-cercle ayant deux points était pour le 2e Bataillon de cette brigade.

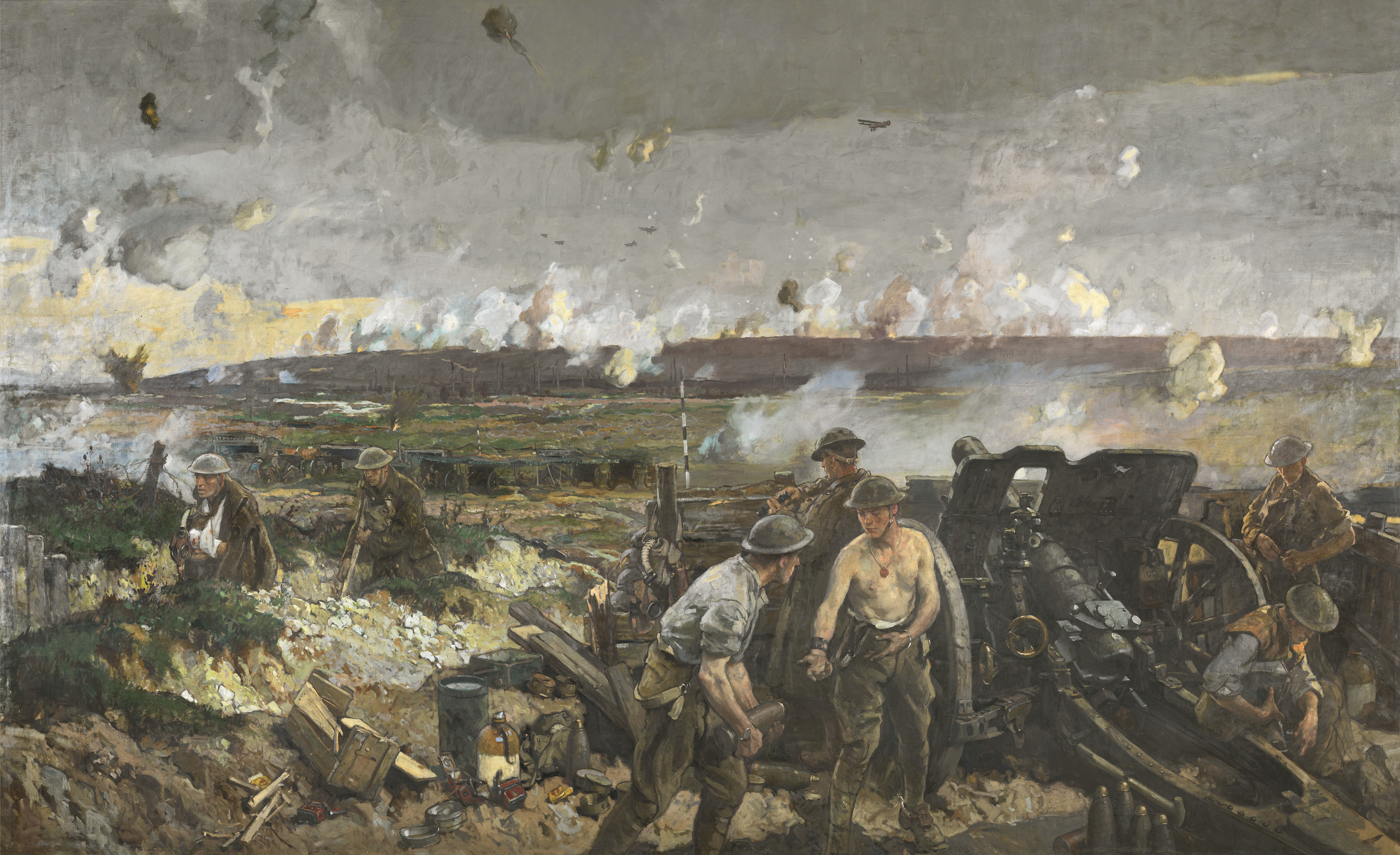
Battle of Vimy Ridge (Richard Jack)

En novembre, le bataillon se rendit dans le secteur de Souchez en France près de Vimy. Il resta à cet endroit près d'un an et demi, à l'exception d'une période de deux mois pour participer à la bataille de Passchendaele. Le 19 décembre, le lieutenant-colonel Yates fut blessé sérieusement lorsque l'autobus dans lequel il se trouvait fut renversé et il fut remplacé temporairement par le major McLaughlin en tant que commandant du bataillon. Au cours de l'hiver de 1916 à 1917, le 2e Bataillon effectuait des rotations de routine dans les tranchées sur la ligne de front et derrière les lignes pour se reposer et s'entraîner. Il participait également à des assauts sur les tranchées allemandes afin de harceler l'ennemi. Le plus important de ceux-ci eut lieu le 3 mars, se soldant par de nombreuses pertes du côté allemand et seulement un mort et un blessé du côté allié. Le 5 mars, le 2e Bataillon fut relevé par le 13e Bataillon formé par le Middlesex Regiment (en) de la British Army. Le lendemain, il prit la route pour se rendre au quartier général du Corps canadien dans le secteur de la chaussée de Brunehaut. En chemin, le 9 mars, il fut à nouveau inspecté par le Premier ministre, Sir Robert Borden. À partir de là, il se prépara pour la bataille de la crête de Vimy. Lorsque l'assaut commença le 9 avril, le 2e Bataillon servait de réserve, mais il connut l'action vers la fin de la bataille. Il fut finalement relevé par le 8e Bataillon à minuit le 12 avril après avoir atteint et consolidé sa position. Le bataillon connut un total de 112 pertes dans le secteur de la crête de Vimy.
Le 21 avril, il prit la relève du 21e Bataillon dans le secteur du bois de la Ville à l'est de Vimy. Après cela, il se retira vers l'arrière afin de se préparer pour l'assaut sur Fresnoy qui eut lieu le 3 mai. Il atteignit sa position à la tombée de la nuit et, à la tombée de la nuit le lendemain, il fut relevé par le 1er Bataillon East Surrey Regiment (en) de la British Army. Les pertes s'élevaient au nombre de 400 et le 2e Bataillon se retira près de la ville de Barlin où il resta pendant un mois. À la fin de juillet, il se rendit dans le secteur près de la ville de Lens dans le Nord-Pas-de-Calais-Picardie où, le 15 août, commença la bataille de la côte 70 menée par deux divisions canadiennes. Au début de la bataille, le 2e Bataillon était en réserve en tant que composante de la 1re Brigade. Le 17 août, il fut envoyé pour prendre la relève de la 3e Brigade au complet et dut repousser une importante offensive allemande. L'assaut allemand du 18 août fut la première fois que le 2e Bataillon était victime de lance-flammes, mais il réussit tout de même à repousser les Allemands. C'est durant cette bataille que le major Okill Massey Learmonth, commandant de la compagnie no 3, se distingua pour mériter la croix de Victoria alors qu'il continua, notamment, à commander sa compagnie à partir d'un tranchée alors qu'il avait la jambe cassée et, au moment de son évacuation, ordonna aux porteurs de son brancard de le mener au quartier général du bataillon alors qu'il était blessé mortellement ; il était avec le 2e Bataillon depuis le début. Le lieutenant Hugh Smith prit le commandement de la compagnie à son départ. Celui-ci s'était d'ailleurs distingué lui-même lorsqu'un Allemand armé d'un lance-flammes atteignit sa tranchée et qu'il le combattit de manière rapprochée pour capturer son lance-flammes et l'envoyer au quartier général du bataillon. Le 2e Bataillon fut finalement relevé le 19 août, après quoi, il se rendit à Magnicourt pour se reposer et s'entrainer. Le 4 septembre, il retourna aux tranchées en prenant la relève du 42e Bataillon au sud-est de Loos. Le 18 octobre, il fut relevé par le 2/5 South Staffordshire Regiment (en) de la British Army et se rendit à Sainte-Marie-Cappel au nord. Le 27 octobre, il fut inspecté par Sir Arthur Currie.
Au cours du conflit, le 2e Bataillon fut connu sous le surnom d'« Iron Second » (« Fer second » en anglais) à cause de son endurance. Il fut démobilisé à Kingston en Ontario le 24 avril 1919 et il fut dissous le 15 septembre 1920. En somme, ce sont 5 211 soldats qui servirent au sein du 2nd Battalion, CEF dont 1 353 sont morts et 2 618 blessés. Le 2nd Battalion, CEF s'est vu décerner un total de 21 honneurs de bataille pour son implication au cours de la Première Guerre mondiale. Ceux-ci sont perpétués par les Governor General's Foot Guards. De plus, de nos jours, le 1er Bataillon des Governor General's Foot Guards est nommé « 1er Bataillon (2nd Battalion, CEF) » en commémoration du bataillon de la Première Guerre mondiale

#### 77th Battalion, CEF

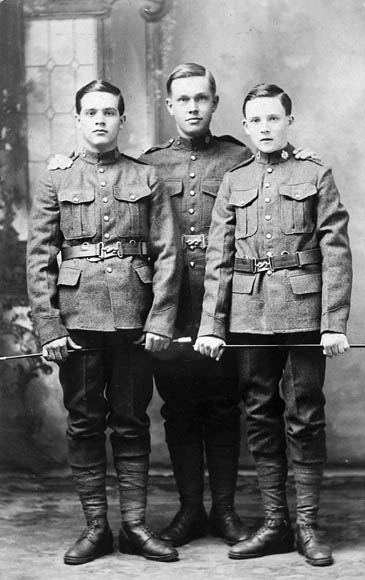
Trois volontaires du 77th Battalion, CEF vers 1914

De son côté, le 77th "Overseas" Battalion, CEF a été créé le 10 juillet 1915 à Ottawa et fut placé sous le commandement du lieutenant-colonel D.R. Street qui provenait des Governor General's Foot Guards,. Il partit pour la Grande-Bretagne près d'un an après sa création, le 19 juin 1916. Il fut en attente d'ordres pour se rendre en France, mais il ne servit finalement pas au combat en tant qu'unité. En effet, ses membres furent envoyés en renfort aux unités canadiennes déjà au front. Le 22 septembre de la même année, son personnel restant fut transféré aux 47th et 73rd "Overseas" Battalion, CEF (en) et il fut dissous le même jour,.
Le 77th "Overseas" Battalion, CEF s'est vu décerner l'honneur de bataille « Grande Guerre, 1916 » pour son service. Cependant, cet honneur de bataille, remis à une force non combattante, n'est pas perpétué par les Governor General's Foot Guards,. De nos jours, le 2e Bataillon des Governor General's Foot Guards est nommé « 2e Bataillon (77th Battalion, CEF » en commémoration au bataillon de la Première Guerre mondiale.

### Entre-deux-guerres

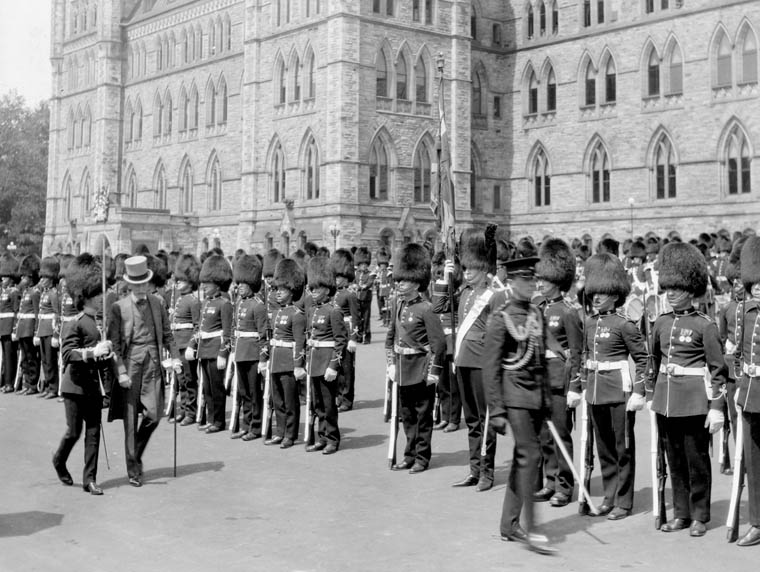
Le vicomte de Willingdon inspectant les Governor General's Foot Guards sur la Colline du Parlement en juillet 1927

Le 12 mars 1920, le régiment fut réorganisé en tant qu'une unité comprenant deux bataillons : le 1er Bataillon et le 2e Bataillon (77th Battalion, CEF). Le 1er Bataillon faisait partie de l'ordre de bataille de la Milice active non permanente tandis que le 2e Bataillon (77th Battalion, CEF) faisait partie de l'ordre de bataille de la Réserve. En 1923, le roi George V promulgua l'ordre général no 138 dictant que les soldats des régiments de gardes à pied soient appelés « soldats de la garde » en hommage à leur service lors de la Première Guerre mondiale. En 1929, le jumelage informel entre les Governor General's Foot Guards et les Coldstream Guards de la British Army est formalisé avec l'assentiment royal via l'ordre général no 106. Le 15 décembre 1931, le 1er Bataillon fut renommé en « 1er Bataillon (2nd Battalion, CEF) ».

### Seconde Guerre mondiale

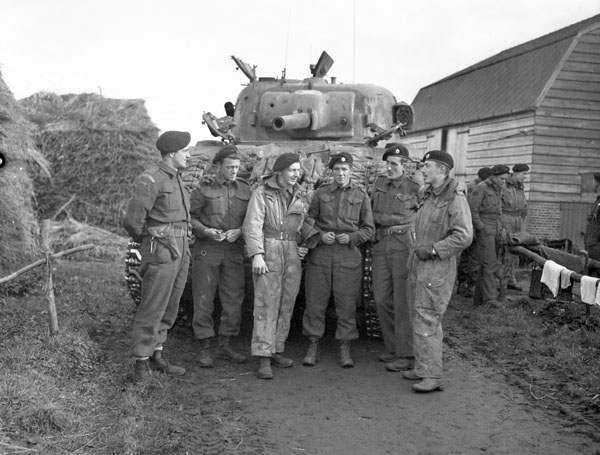
Des soldats des Governor General's Foot Guards devant un char Sherman le 6 novembre 1944 aux Pays-Bas

Dans la foulée de la Seconde Guerre mondiale, des détachements des Governor General's Foot Guards furent mobilisés le 26 août 1939 et mis en service actif le 1er septembre suivant en tant que The Governor General's Foot Guards, CASF (Details), littéralement « Les Gardes à pied du gouverneur général, FSAC (Détails) », afin de fournir de la protection et de la sécurité locales à des points cruciaux d'Ottawa. Ceux-ci furent dissous le 31 décembre 1940,.
Le 24 mai 1940, le régiment mobilisa The Governor General's Foot Guards, CASF pour le service actif. Le 7 novembre suivant, il fut renommé en « 1st Battalion, The Governor General's Foot Guards, CASF » et le régiment de réserve devint le « 2nd (Reserve) Battalion, The Governor General's Foot Guards ». Le 26 janvier 1942, il fut converti en un régiment blindé et, par la même occasion, renommé en « 21st Armoured Regiment (The Governor General's Foot Guards), CAC, CASF », littéralement le « 21e Régiment blindé (Les Gardes à pied du gouverneur général), CBC, FSAC »,. Ce dernier s’entraîna d'abord sur les chars Ram. Il partit pour la Grande-Bretagne le 23 septembre de la même année à bord du Pasteur. Une fois rendu, il commença à s'entraîner sur les chars Sherman.

L'insigne distinctif de la 4e Division blindée canadienne

Le 24 juillet 1944, le 21e Régiment blindé débarqua en Normandie en tant que composante de la 4e Brigade blindée canadienne au sein de la 4e Division blindée canadienne. Suivant le débarquement, plusieurs soldats tombèrent au combat lors des batailles de Caen et de Falaise. Le régiment se rendit jusqu'aux Pays-Bas où les combats devinrent encore plus difficiles. Le 1er avril 1945, il participa à la traversée du Rhin. Il fut renommé en « 21st Armoured Regiment (The Governor General's Foot Guards), RCAC, CASF », littéralement le « 21e Régiment blindé (Les Gardes à pied du gouverneur général), CBRC, FSAC », le 2 août 1945. Il combattit dans le Nord-Ouest de l'Europe jusqu'à la fin du conflit,.
Le bataillon déployé retourna à Ottawa le 16 janvier 1946. Il fut dissous le 31 janvier 1946 et le bataillon de réserve au Canada repris alors le nom de « The Governor General's Foot Guards » ainsi que son rôle d'infanterie,. 515 soldats du 21st Armoured Regiment perdirent la vie au cours du conflit et 178 furent blessés. Au cours du conflit, en plus du Nord-Ouest de l'Europe, des membres du régiment servirent en Afrique du Nord, en Sicile, en Italie et en Australie.

### Histoire récente (depuis 1946)

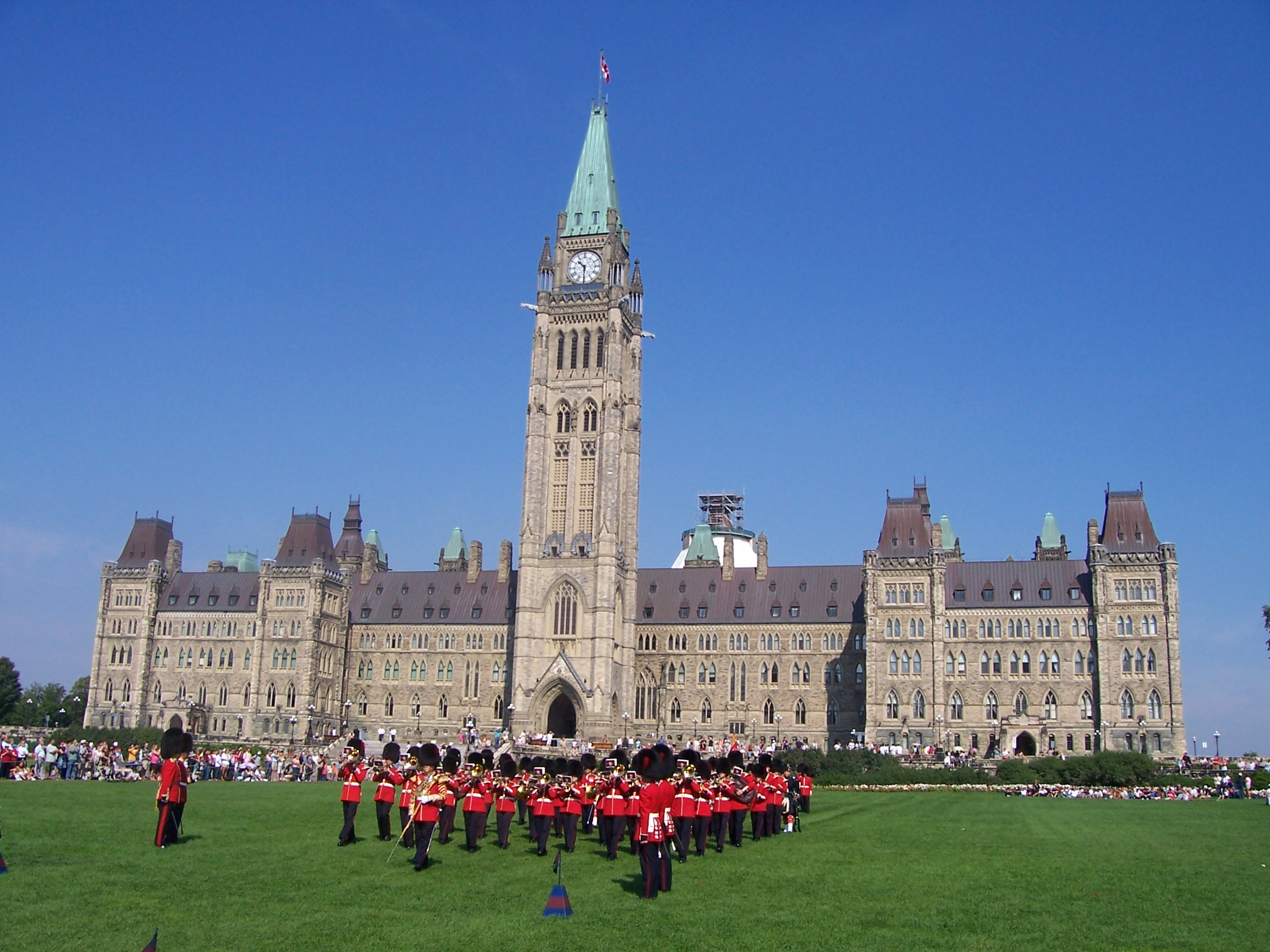
La Garde de cérémonie durant la relève de la garde sur la Colline du Parlement à Ottawa en 2005

Le 2 juin 1953, les Governor General's Foot Guards, avec The Canadian Grenadier Guards, marquèrent le couronnement de la reine Élisabeth II par une cérémonie de salut au drapeau sur la Colline du Parlement à Ottawa. Le 1er septembre 1954, ils devinrent un bataillon des Canadian Guards, un régiment créé l'année précédente avec quatre bataillons réguliers ; ils changèrent alors de nom pour « The Governor General's Foot Guards (5th Battalion, The Canadian Guards) ». En effet, ils devinrent le 5e bataillon de ce régiment tandis que The Canadian Grenadier Guards devinrent le 6e bataillon. Trois des bataillons réguliers des Canadian Guards furent dissous dans les années 1950 et 1960. Le 13 septembre 1959, le gouverneur général du Canada, le très honorable Vincent Massey, présenta au régiment son nouveau drapeau arborant dorénavant 22 honneurs de bataille lors d'une parade sur la parterre de Rideau Hall, la résidence du gouverneur général.
À partir de 1970, les Governor General's Foot Guards ont un rôle cérémoniel à Ottawa, la capitale du Canada. En effet, ils sont responsables, avec The Canadian Grenadier Guards, de fournir les troupes pour la Garde de cérémonie qui doit effectuer la cérémonie de la relève de la garde sur la Colline du Parlement ainsi que les devoirs de sentinelle à Rideau Hall en plus de plusieurs autres cérémonies impliquant le gouverneur général,. Le 6 juillet 1970, le dernier bataillon régulier des Canadian Guards fut réduit à un effectif nul et transféré à l'ordre de bataille supplémentaire. Le 1er juillet 1972, l'année centenaire du régiment, le gouverneur général, le très honorable Roland Michener, présenta un nouveau drapeau au régiment lors d'une parade sur la Colline du Parlement. Celui-ci vint remplacer le pavillon britannique qui était utilisé en tant que drapeau du régiment jusque-là. Le 24 septembre 1972, le régiment reçut le droit de cité de la ville d'Ottawa. Les Governor General's Foot Guards reprirent leur nom actuel le 1er septembre 1976.
Depuis les années 1990, des membres du régiment ont servi lors d'opérations outremers dans les hauteurs du Golan, à Chypre, en Somalie, en ex-Yougoslavie, en Croatie, en Bosnie-Herzégovine, en Érythrée, au Sierra Leone, à Haïti, au Soudan et en Afghanistan. Les Governor General's Foot Guards mobilisèrent tous ses membres et ceux-ci furent déployés pour appuyer les autorités civiles à la suite du verglas massif de l'Est de l'Ontario et de l'Ouest du Québec de janvier 1998. En 1999, les Governor General's Foot Guards reçurent le droit de cité de la part du canton de North Stormont en Ontario.

## Honneurs et distinctions

### Honneurs de bataille

Les couleurs régimentaires affichant 22 des 34 honneurs de bataille du régiment

Les honneurs de bataille sont le droit donné par la Couronne au régiment d'apposer sur ses couleurs les noms des batailles ou des conflits dans lesquels il s'est illustré. Au sein d'un régiment de gardes tel que les Governor General's Foot Guards, les honneurs de bataille sont blasonnées sur les couleurs de la reine et sur les couleurs régimentaires.
Une décision d'un comité parlementaire a limité à 10 le nombre d'honneurs de bataille pour chacune des guerres mondiales qui peuvent être blasonnées sur les couleurs en plus des honneurs reçues pour d'autres conflits. Les Governor General's Foot Guards possèdent un total de 34 honneurs de bataille dont 22 sont blasonnés sur leurs couleurs,.
Les honneurs de bataille du régiment de la Première Guerre mondiale ont été décernés au 2nd Battalion, CEF dont les Governor General's Foot Guards perpétuent l'histoire. De leur côté, les honneurs de bataille de la Seconde Guerre mondiale ont été remis au 21st Armoured Regiment (The Governor General's Foot Guards), RCAC, CASF qui a été mobilisé par le régiment.
| Premiers conflits                                                                  | Premiers conflits            | Premiers conflits                   | Premiers conflits           |
| ---------------------------------------------------------------------------------- | ---------------------------- | ----------------------------------- | --------------------------- |
| Canada du Nord-Ouest, 1885 *                                                       | Canada du Nord-Ouest, 1885 * | Afrique du Sud, 1899-1900 *         | Afrique du Sud, 1899-1900 * |
| Première Guerre mondiale                                                           |                              |                                     |                             |
| Ypres, 1915, '17                                                                   | Gravenstafle                 | Saint-Julien *                      | Festubert, 1915 *           |
| Mont-Sorrel                                                                        | Somme, 1916                  | Pozières *                          | Flers-Courcelette           |
| Crête d'Ancre                                                                      | Arras, 1917, '18             | Vimy 1917 *                         | Arleux *                    |
| Scarpe, 1917, '18                                                                  | Côte 70 *                    | Passchendaele *                     | Amiens *                    |
| Drocourt-Quéant (en) *                                                             | Ligne Hindenburg             | Canal du Nord *                     | Poursuite vers Mons         |
| France et Flandres, 1915-18                                                        |                              |                                     |                             |
| Seconde Guerre mondiale                                                            |                              |                                     |                             |
| Falaise *                                                                          | Route de Falaise             | La Laison *                         | Chambois *                  |
| L'Escaut *                                                                         | La Basse-Meuse *             | La Rhénanie *                       | La Hochwald *               |
| Veen *                                                                             | Bad Zwischenahn *            | Nord-Ouest de l'Europe, 1944-1945 * |                             |
| Guerre d'Afghanistan                                                               |                              |                                     |                             |
| Afghanistan                                                                        |                              |                                     |                             |
| * indique les honneurs de bataille qui sont blasonnés sur les couleurs du régiment |                              |                                     |                             |

### Récipiendaires de la croix de Victoria

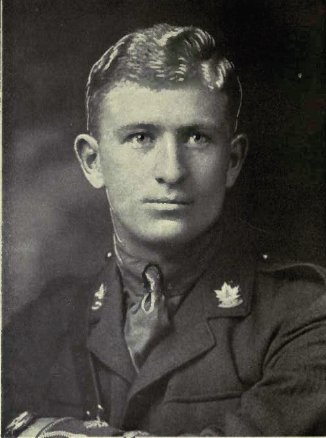
Le capitaine Okill Massey Learmonth, récipiendaire de la croix de Victoria pour ses actions au cours de la Première Guerre mondiale

La croix de Victoria est la plus haute récompense du Commonwealth. Elle est décernée en reconnaissance d'un acte de bravoure et de dévouement ultime face à l'ennemi. Trois récipiendaires sont issus des Governor General's Foot Guards, tous pour leurs actions au cours de la Première Guerre mondiale.
| Nom                                                   | Date des faits d'arme | Unité                                         | Lieu              |
| ----------------------------------------------------- | --------------------- | --------------------------------------------- | ----------------- |
| Soldat (caporal intérimaire) Filip Konowal,           | 22 au 24 août 1917    | 47th (British Columbia) Battalion, CEF        | Lens (France)     |
| Soldat (caporal intérimaire) Leo Clarke,              | 9 septembre 1916 †    | 2nd (Eastern Ontario Regiment) Battalion, CEF | Pozières (France) |
| Capitaine (major intérimaire) Okill Massey Learmonth, | 18 août 1917 †        | 2nd (Eastern Ontario Regiment) Battalion, CEF | Loos (France)     |
| † : décernée à titre posthume                         |                       |                                               |                   |

## Traditions et patrimoine

Le drapeau de camp des Governor General's Foot Guards

Les traditions et les symboles des Governor General's Foot Guards sont les éléments essentiels à l'identité régimentaire. Le symbole le plus important est l'insigne du régiment qui est composé d'une étoile à six raies rayonnée d'argent chargée d'une croix d'azur lisérée d'argent enclose dans un anneau ovale de gueules liséré d'or portant l'inscription « Civitas et Princeps Cura Nostra » en lettres majuscules d'or. Cet insigne est repris sur le drapeau de camp du régiment. « Civitas et Princeps Cura Nostra » est la devise des Governor General's Foot Guards et signifie « Supportons l'État et son chef » ou « Notre pays et notre chef sont notre première préoccupation » en latin. Les premières couleurs régimentaires ont été présentées par la marquise de Dufferin et d'Ava (en) le 24 mai 1874 lors d'une parade tenue à Rideau Hall à Ottawa. La première Garde de cérémonie avec ces nouvelles couleurs a eu lieu le 7 septembre 1874. Celles-ci ont été déposées en la cathédrale Christ Church d'Ottawa en 1932. Un autre élément important de l'identité d'un régiment sont les marches régimentaires. Les Governor General's Foot Guards en possèdent deux, l'une rapide, ou au pas cadencé, Milanollo, et une lente, Figaro,.

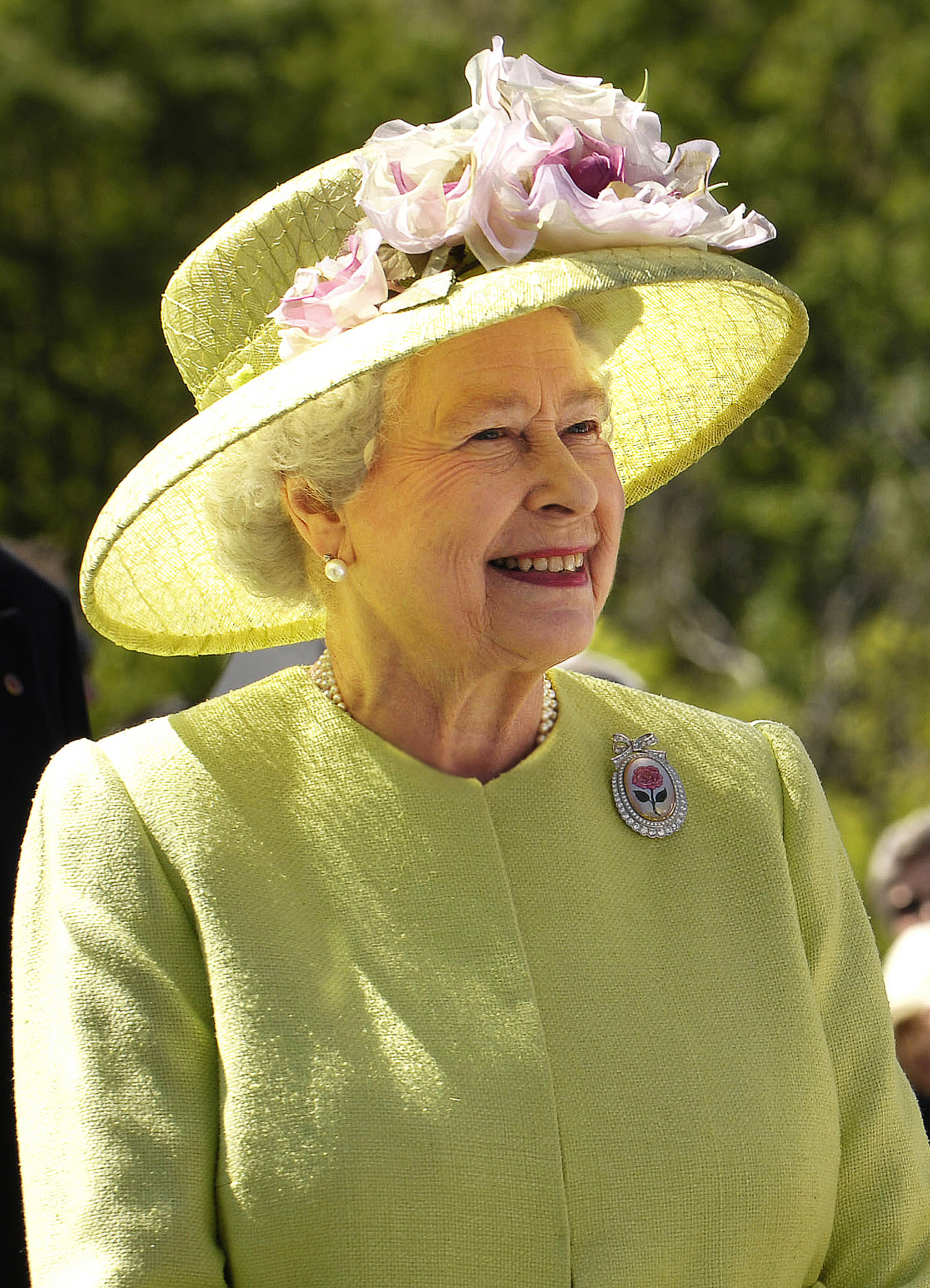
La reine du Canada Élisabeth II, colonel en chef des Governor General's Foot Guards

Outre sa structure opérationnelle, le régiment possède une gouvernance cérémonielle. La position la plus importante de cette gouvernance est celle de colonel en chef. Historiquement, le colonel en chef d'un régiment était son mécène, souvent royal. Le colonel en chef des Governor General's Foot Guards est Sa Majesté la reine du Canada Élisabeth II,. Celle-ci inspecta le régiment durant une cérémonie de présentation du drapeau le 30 juin 1997. Une autre position importante est celle de colonel du régiment. Celui-ci occupe la tête du régiment de manière cérémonielle et il porte le grade honoraire de colonel. Cette position existe au sein du régiment des Governor General's Foot Guards depuis 1992 et le premier colonel du régiment fut Ramon John Hnatyshyn. Il fut remplacé par Roméo Dallaire en 1995. Le colonel du régiment actuel est le gouverneur général du Canada, Julie Payette. Deux autres positions honorifiques du régiment sont les colonel et lieutenant-colonel honoraires. Ces deux positions existent depuis 1898.
Les Governor General's Foot Guards ont une chapelle régimentaire qui est l'église anglicane St Bartholemew sise sur la rue MacKay à Ottawa. Celle-ci comprend deux présentoirs où sont déposés les couleurs régimentaires. À chaque année, le régiment y effectue un service chanté avant la célébration de Noël. De plus, à chaque année, le régiment tient un souper officiel dans le mess des sous-officiers supérieurs afin de commémorer son engagement dans la rébellion du Nord-Ouest en 1885, c'est-à-dire la première fois où il a été mobilisé en tant qu'unité.
Les Governor General's Foot Guards sont jumelés avec les Coldstream Guards, un régiment de la British Army,. L'uniforme porté par le régiment a été inspiré de l'uniforme des Coldstream Guards et plusieurs symboles utilisés par ces derniers, dont la croix de l'ordre de la Jarretière, ont été repris par les Governor General's Foot Guards.

## La Musique des Governor General's Foot Guards

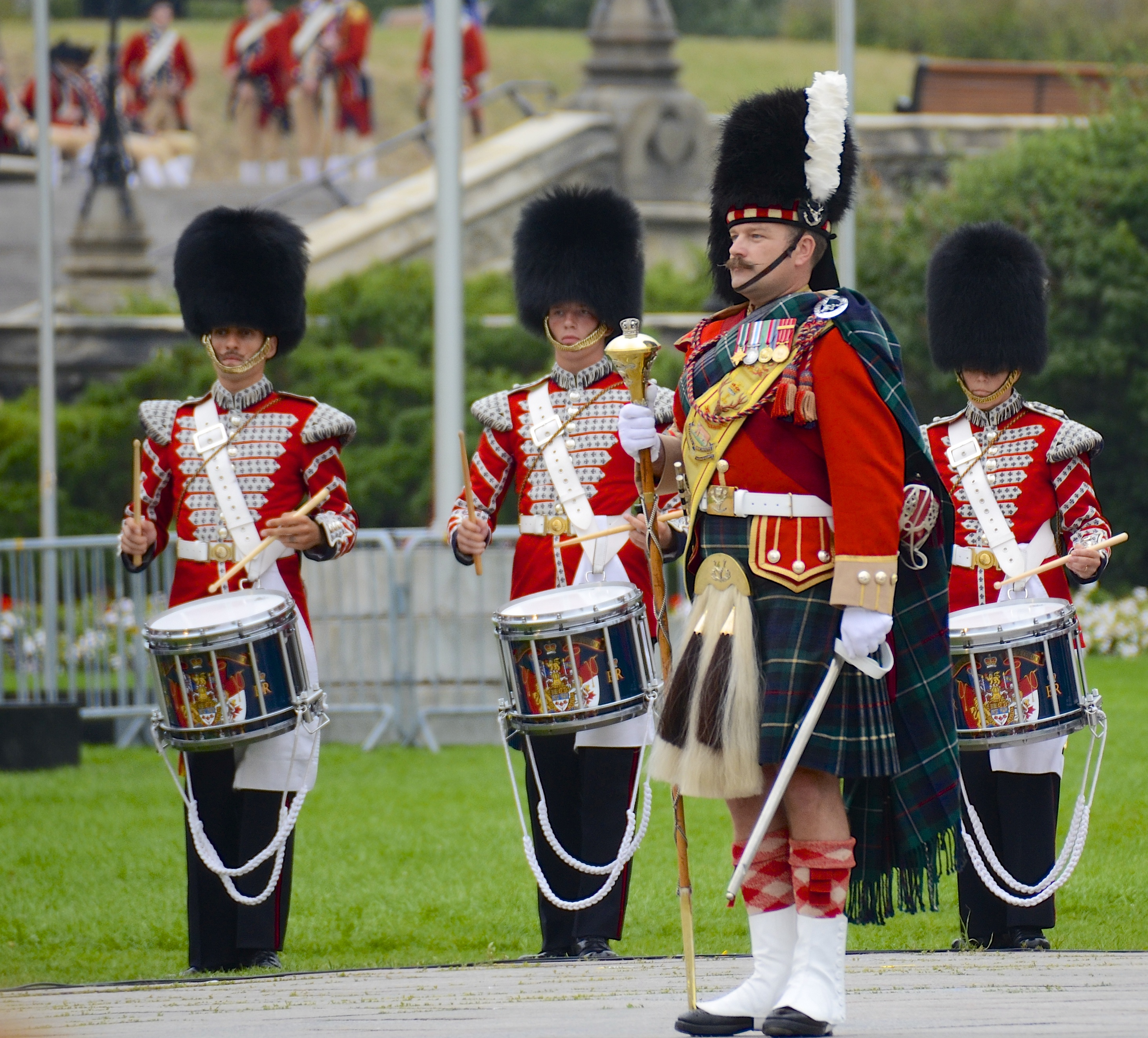
Des membres des Governor General's Foot Guards forment la musique de la Garde de cérémonie en 2012.

La Musique des Governor General's Foot Guards (The Governor General's Foot Guards Band en anglais) est une fanfare composée d'environ 35 membres jouant des cuivres et autres instruments à vent ainsi que des percussions. Ses musiciens sont des membres de la Première réserve des Forces armées canadiennes. Parfois, des membres associés, qui sont d'anciens membres du régiment, se joignent à la fanfare. La Musique des Governor General's Foot Guards a été créée en 1872. Les premiers membres provenaient surtout de la Musique de l'Ottawa Brigade of Garrison Artillery dont Thomas Ross, le premier commandant des Governor General's Foot Guards, était le président. Sa première performance a eu lieu le 25 juin de la même année sous la direction de John C. Bonner, son premier chef,.

## Musée régimentaire
Le musée régimentaire des Governor General's Foot Guards (Governor General's Foot Guards Regimental Museum en anglais) est un musée militaire créé en 1950 préservant et exposant des objets sur l'histoire et les traditions du régiment. Il est à but non lucratif et est ouvert au public gratuitement. Il est géré par l'Association des Governor General's Foot Guards et dirigé par deux curateurs volontaires. Le musée est membre de l'Organisation des musées militaires du Canada et du Réseau canadien d'information sur le patrimoine. Il est situé dans le manège militaire de la place Cartier datant de 1879 sis au 2, promenade de la Reine-Elizabeth à Ottawa en Ontario et comprend également une boutique régimentaire,.

## Ordre de préséance
Les Governor General's Foot Guards sont le plus ancien régiment d'infanterie de la Première réserve de l'Armée canadienne,. À ce titre, ils ont préséance sur tous les autres régiments d'infanterie de la réserve,.